# Arrow (Birmingham)
Arrow en Kirmer zijn Britse historisch merken van motorfietsen van dezelfde fabrikant.
De bedrijfsnaam was: Kirk & Merifield, Bradford Street, Birmingham.
Kirk en Merifield produceerden al sinds 1893 fietsen met de merknaam "Arrow". In 1913 gingen ze ook motorfietsen maken onder dezelfde naam. Die kregen 211cc-Levis- of Precision-motoren. Ook werden onderdelen (waarschijnlijk framedelen of zelfs complete frames) bij Chater Lea ingekocht.
In 1915, toen bijna de hele Britse motorfietsindustrie vanwege de Eerste Wereldoorlog tot stilstand kwam, begonnen Kirk en Merifield dezelfde motorfietsen ook onder de naam "Kirmer" (een samenvoeging van hun achternamen) te produceren. Deze motorfietsen kregen alleen de Precision-motor en werden in elk geval naar Australië geëxporteerd. Dat was misschien wel de reden dat men de productie kon voortzetten.
In elk geval werd de productie van zowel de Arrow- als de Kirmer-motorfietsen in 1917 gestaakt.